# Пратоне-Белведере (Рим)
Пратоне-Белведере је насеље у Италији у округу Рим, региону Лацио.
Према процени из 2011. у насељу је живело 229 становника. Насеље се налази на надморској висини од 499 м.